# 粿

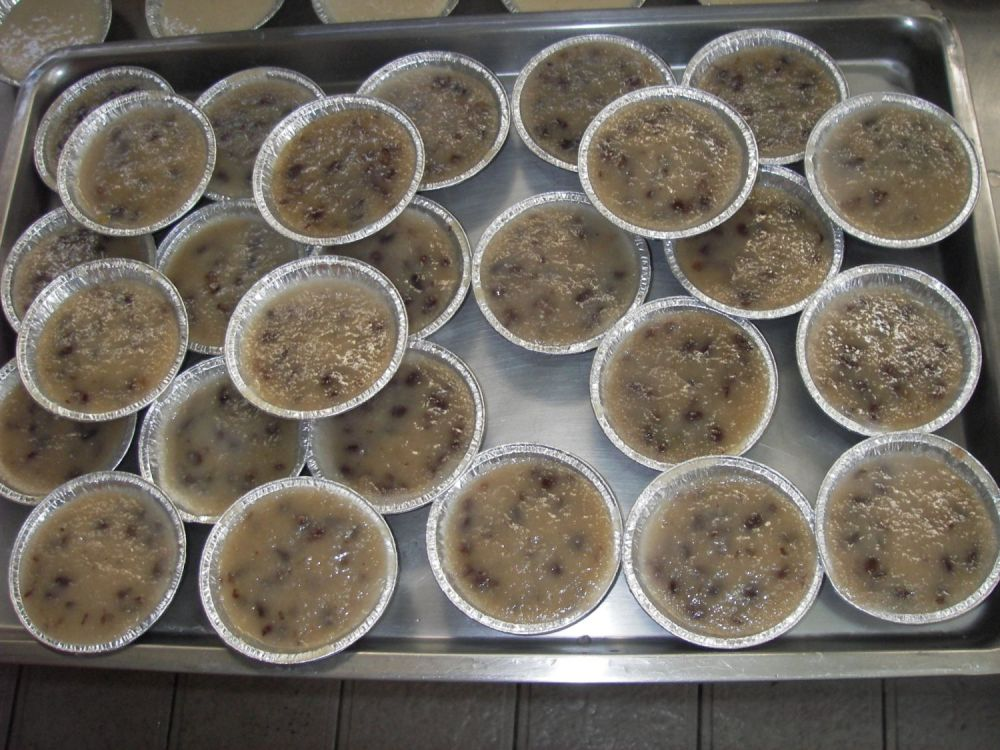
鹹甜粿

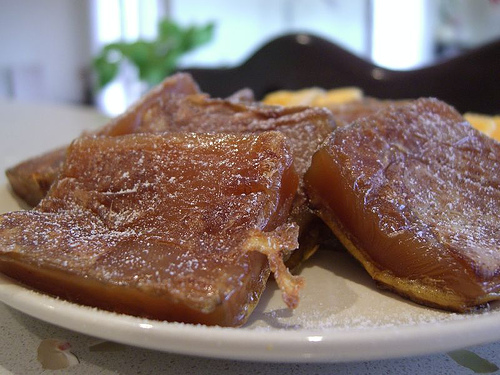
廣東煎紅糖甜粿（年糕）

粿（閩南語：kué/ké/kér）是閩南民系中米糕的總稱，在客家語稱為粄，是指用秫米、粳米磨成米漿後加入餡料，以粿印模出各種形狀。因加入各種配料而衍生各種名稱，如鹹甜粿、油炸粿、甜粿、菜頭粿、草仔粿、芋粿。因要多花功夫時間製作，並非日常家庭主食，是只有在年節祭拜時才會特別做的供品。在广东地区，潮汕人也会把凡是用米粉、面粉、薯粉等加工制成的食品都称“粿”，而潮汕方言里所谓的粿，实际就是别处所称的糕，但包含的范围又不单纯是“糕”。

## 粿印

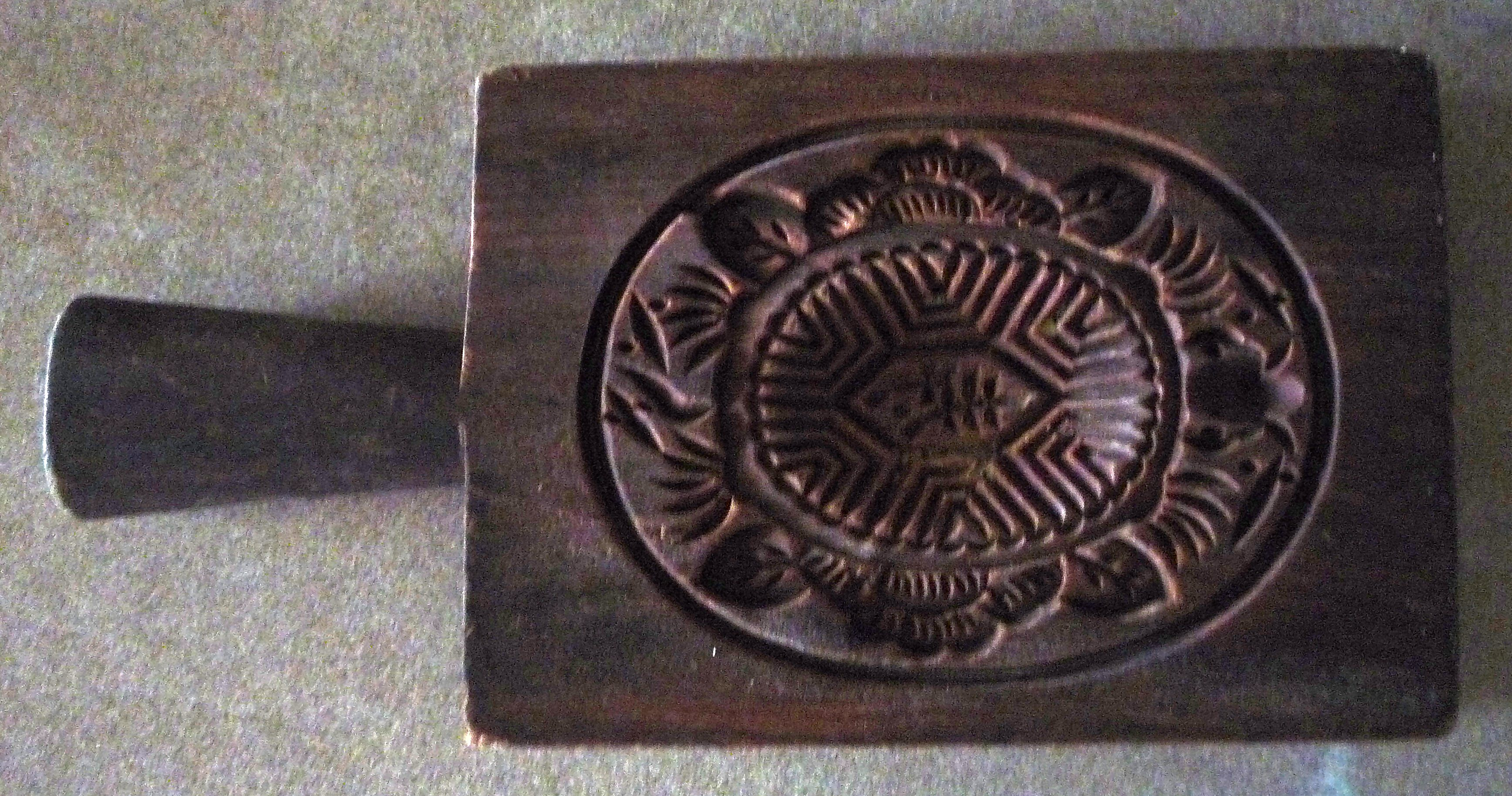
龜粿印

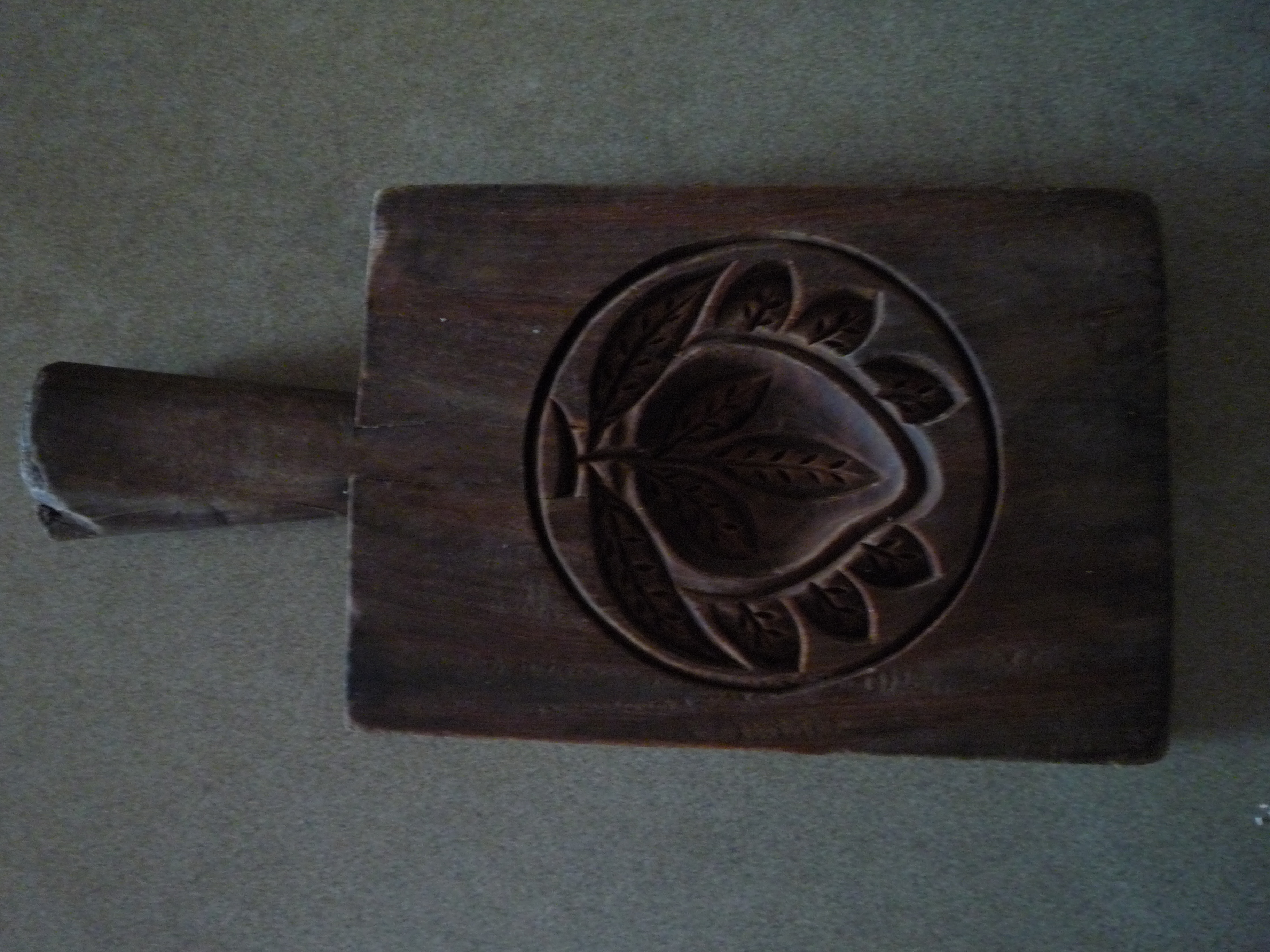
桃粿印

為了做粿，以前每戶人家幾乎都會有一把粿印，早先是木製雕刻，後有塑膠成品，是用來在粿上印上烏龜外形，中間還帶個壽字變成紅龜粿，來祈求長壽吉祥。時代變遷後，家庭不做粿，直接到市場買，粿印就少見變成懷念的民藝作品。